# 开令河
开令河，位于中华人民共和国内蒙古自治区包头市达尔罕茂明安联合旗西北部的一条河流，源流称罕吉图音高勒（ᠬᠠᠨᠵᠤᠲᠤ ᠶ᠋ᠢᠨ
ᠭᠣᠣᠯ），发源于明安镇西北敦达呼都格西南山顶，蜿蜒向东北，流经罕吉图、罕吉图音高勒等地后转北流，经必图浩饶、德斯额不计、哈日达格、小井、哈登呼绍、乌兰敖包、浑德冷、巴音花镇乌兰陶勒盖、恩格日呼都格、希讷呼都格、呼木格、德日斯音阿达格、公呼都格等地，于开林河嘎查以西再转东北流，至白音嘎少折向东，最后于哈日淖日（村落）以东汇入哈日淖日。河长99.1千米，流域面积1892.43平方千米，河道平均比降4.57‰。全河在必图浩饶以上、希讷呼都格以下有清水或间歇水，其余均为干河。